# Damien Touya
Damien Michel Touya (ur. 23 kwietnia 1975 w La Rochelle) – francuski szermierz, szablista, trzykrotny medalista olimpijski i pięciokrotny medalista mistrzostw świata.
Na igrzyskach olimpijskich w Atlancie w 1996 roku zdobył indywidualnie brązowy medal, plasując się za dwoma Rosjanami: Stanisławem Pozdniakowem i Siergiejem Szarikowem. Był tam też piąty w zawodach drużynowych. Na rozgrywanych cztery lata później igrzyskach olimpijskich w Sydney reprezentacja Francji w składzie: Mathieu Gourdain, Damien Touya, Julien Pillet i Cédric Seguin zdobyła srebrny medal w rywalizacji drużynowej. W rywalizacji indywidualnej był tym razem piąty. Brał też udział w igrzyskach olimpijskich w Atenach w 2004 roku, razem z Julienem Pilletem i swym bratem, Gaëlem Touyą zdobywając złoty medal w turnieju drużynowym. W zawodach indywidualnych zajął 20. pozycję.
Na mistrzostwach świata w Kapsztadzie w 1997 roku reprezentacja Francji w składzie: Damien Touya, Jean-Philippe Daurelle, Mathieu Gourdain i Gaël Touya wywalczyła złoty medal w zawodach drużynowych. Na tej samej imprezie był też trzeci w turnieju indywidualnym, w którym lepsi byli tylko Stanisław Pozdniakow i Włoch Luigi Tarantino. Podczas rozgrywanych rok później mistrzostw świata w Chaux-de-Fonds Francuzi zajęli drużynowo drugie miejsce. Kolejne medale zdobył na mistrzostwach świata w Seulu w 1999 roku. Wspólnie z Daurelle'em, Gourdainem i Pilletem zwyciężył w zawodach drużynowych, pokonując w finale reprezentację Polski. Następnie zwyciężył w zawodach indywidualnych, pokonując w finale Stanisława Pozdniakowa.
Zdobył też między innymi złote medale mistrzostw Europy: indywidualnie na ME w Limoges (1996) i drużynowo podczas ME w Bolzano (1999).
Jego brat, Gaël, oraz siostra Anne-Lise także byli szermierzami.